# Uranienborg (Oslo)

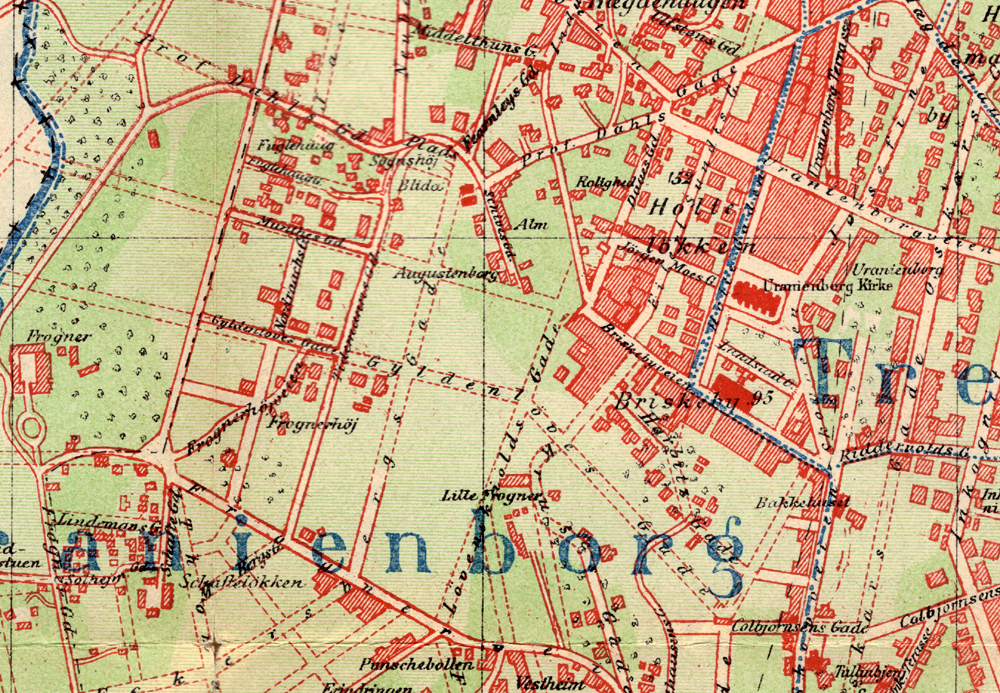
Mapa d'Uranienborg, c.1900

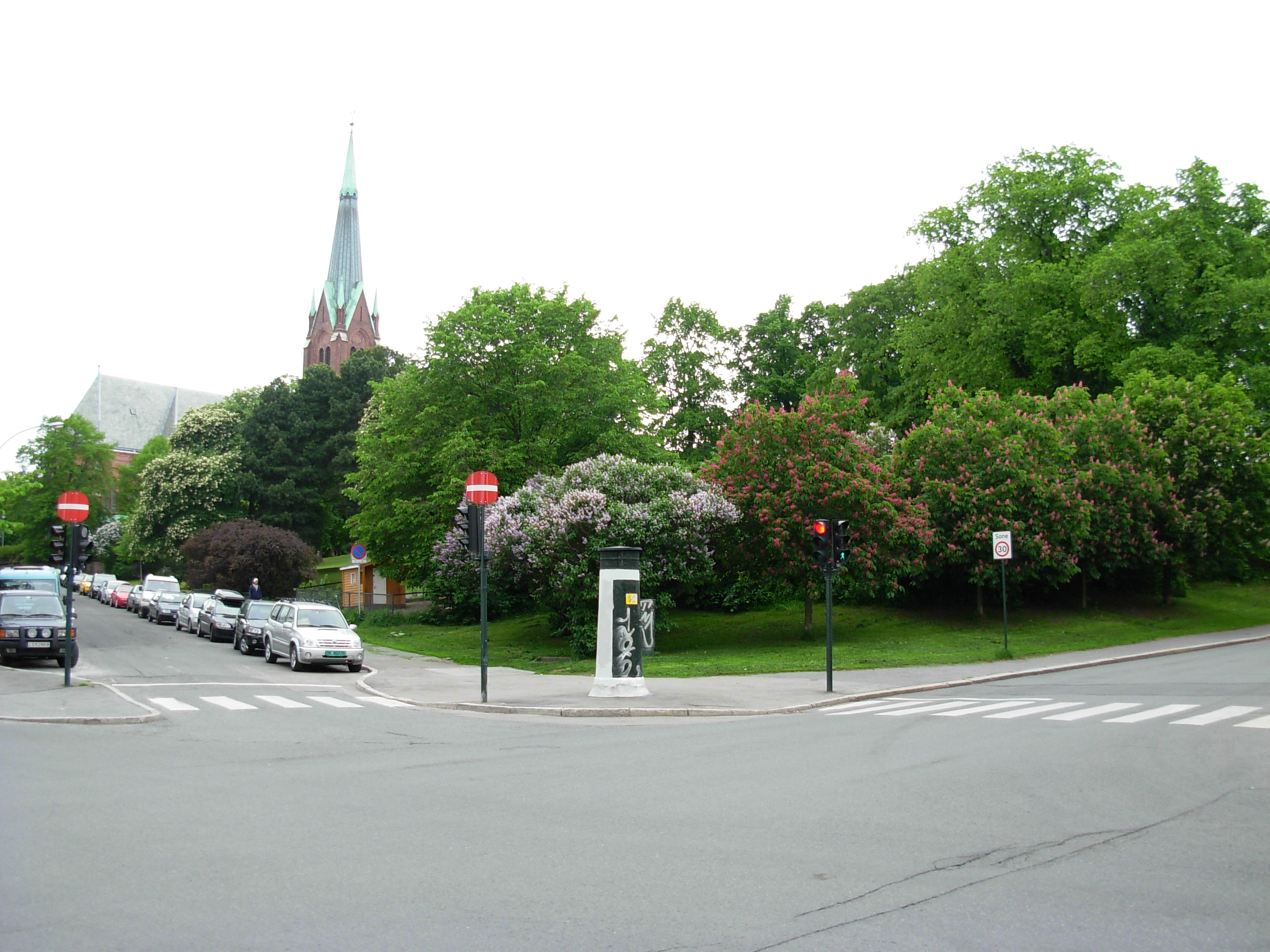
Parc d'Uranienborg amb l'agulla de l'església d'Uranienborg.

Uranienborg és un barri en el burg de Frogner a Oslo, Noruega.

## Història
Al principi era una àrea rural en el municipi d'Aker, que va ser incorporat a la ciutat de Christiania l'any 1859. La propietat solia tenir bones vistes, i per això anomenat va rebre el nom del famós observatori Uranienborg a l'illa de Ven. Hi va arribar el transport públic amb la línia Briskeby. Del 1988 al 2004 va formar part del burg Uranienborg-Majorstuen juntament amb Majorstuen; l'any 2004 va ser incorporat al burg de Frogner.

## Parc Uranienborg
L'església d'Uranienborg està situada al Parc d'Uranienborg on també s'hi ubica una estàtua de bronze del reformador de l'església luterana Hans Nielsen Hauge. L'església destaca pel seu disseny interior de l'arquitecte Arnstein Arneberg i pel vitrall de l'artista Emanuel Vigeland.